# Triquetrella mxinwana
Triquetrella mxinwana là một loài rêu trong họ Pottiaceae. Loài này được Hedd. & R.H. Zander mô tả khoa học đầu tiên năm 2007.